# Petalium incisum
Petalium incisum là một loài bọ cánh cứng thuộc họ Ptinidae.